# Linje 4 (Paris metro)
| Urban head station in tunnel |

| Urban tunnel stop on track |

| Urban tunnel station on track |

| Urban tunnel stop on track |

| Urban tunnel station on track |

| Urban tunnel station on track |

| Urban tunnel station on track |

| Urban tunnel stop on track |

| Urban tunnel station on track |

| Urban tunnel station on track |

| Urban tunnel stop on track |

| Urban tunnel station on track |

| Urban tunnel station on track |

| Urban tunnel stop on track |

| Urban tunnel station on track |

| Urban tunnel station on track |

| Urban tunnel stop on track |

| Urban tunnel stop on track |

| Urban tunnel stop on track |

| Urban tunnel station on track |

| Urban tunnel stop on track |

| Urban tunnel station on track |

| Urban tunnel station on track |

| Urban tunnel stop on track |

| Urban tunnel stop on track |

| Urban tunnel station on track |

| Urban tunnel stop on track |

| Urban tunnel stop on track |

| Urban end station in tunnel |

| Urban head station in tunnel |

| Urban tunnel stop on track |

| Urban tunnel station on track |

| Urban tunnel stop on track |

| Urban tunnel station on track |

| Urban tunnel station on track |

| Urban tunnel station on track |

| Urban tunnel stop on track |

| Urban tunnel station on track |

| Urban tunnel station on track |

| Urban tunnel stop on track |

| Urban tunnel station on track |

| Urban tunnel station on track |

| Urban tunnel stop on track |

| Urban tunnel station on track |

| Urban tunnel station on track |

| Urban tunnel stop on track |

| Urban tunnel stop on track |

| Urban tunnel stop on track |

| Urban tunnel station on track |

| Urban tunnel stop on track |

| Urban tunnel station on track |

| Urban tunnel station on track |

| Urban tunnel stop on track |

| Urban tunnel stop on track |

| Urban tunnel station on track |

| Urban tunnel stop on track |

| Urban tunnel stop on track |

| Urban end station in tunnel |

Paris metrolinje 4 i Paris tunnelbana invigdes år 1908 i Paris i Frankrike. Linjen sammanbinder Porte de Clignancourt i norra Paris med Bagneux–Lucie Aubrac i söder. Med en längd av 13,9 km och 29 stationer går den helt under jord. Senaste delen av linjen invigdes januari 2022 till Bagneux–Lucie Aubrac. Linjen har byggts om med plattformsdörrar på perrongerna för att kunna trafikeras av förarlösa tåg. De första automatiserade tågen började trafikera den 12 september 2022.

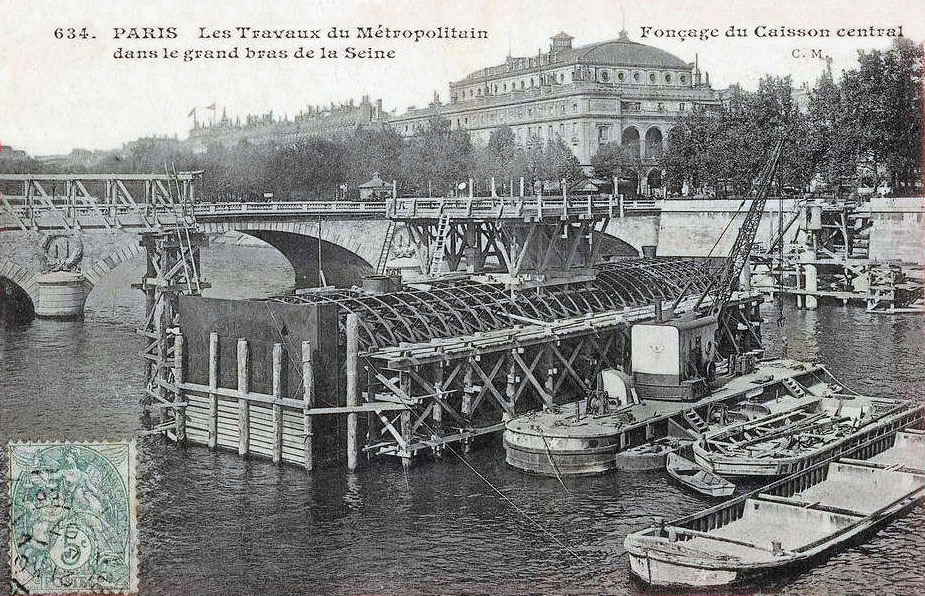
Tunnelskal för linje 4 sänks ner i Seine.
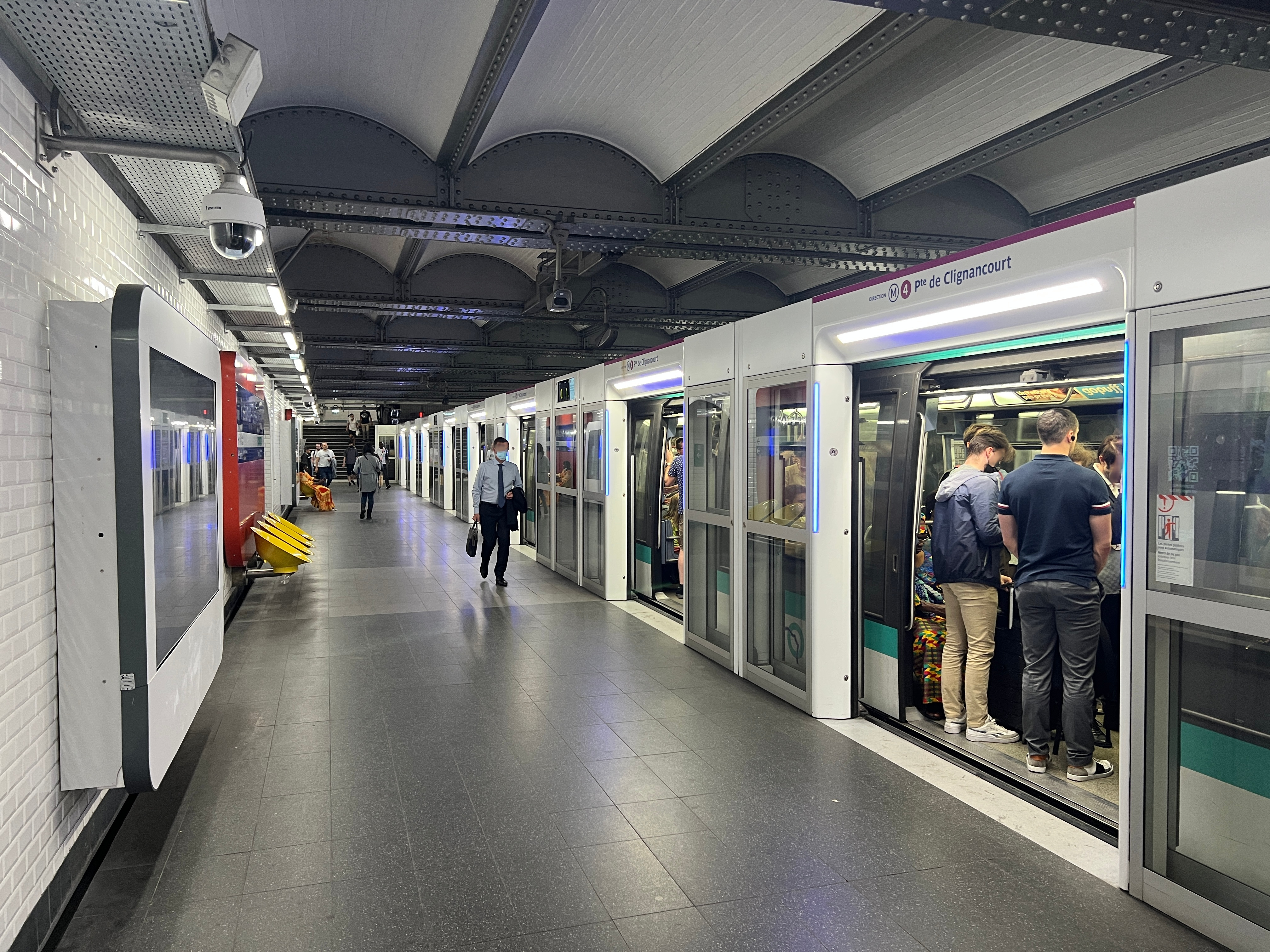
Réaumur – Sébastopol
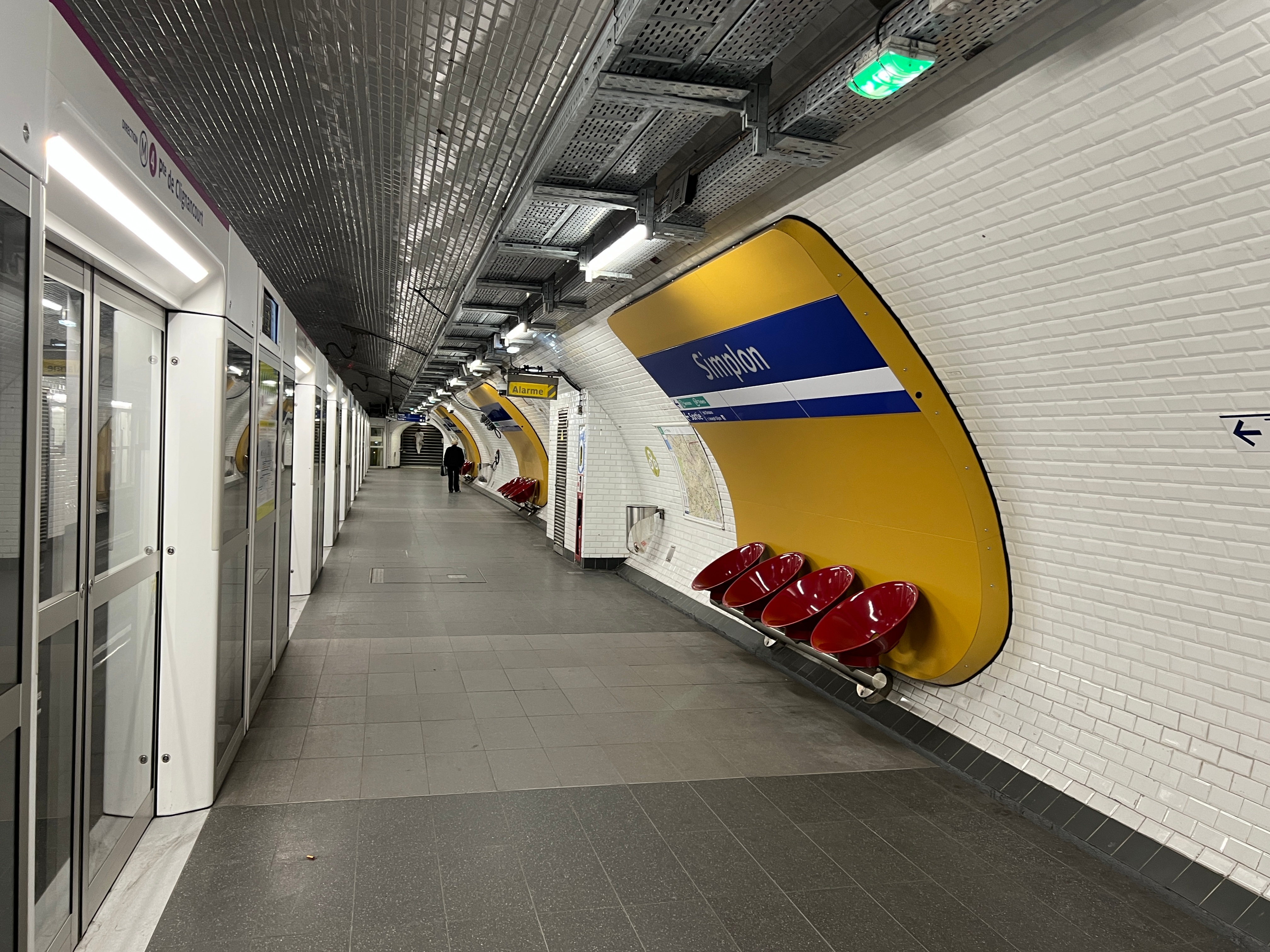
Simplon
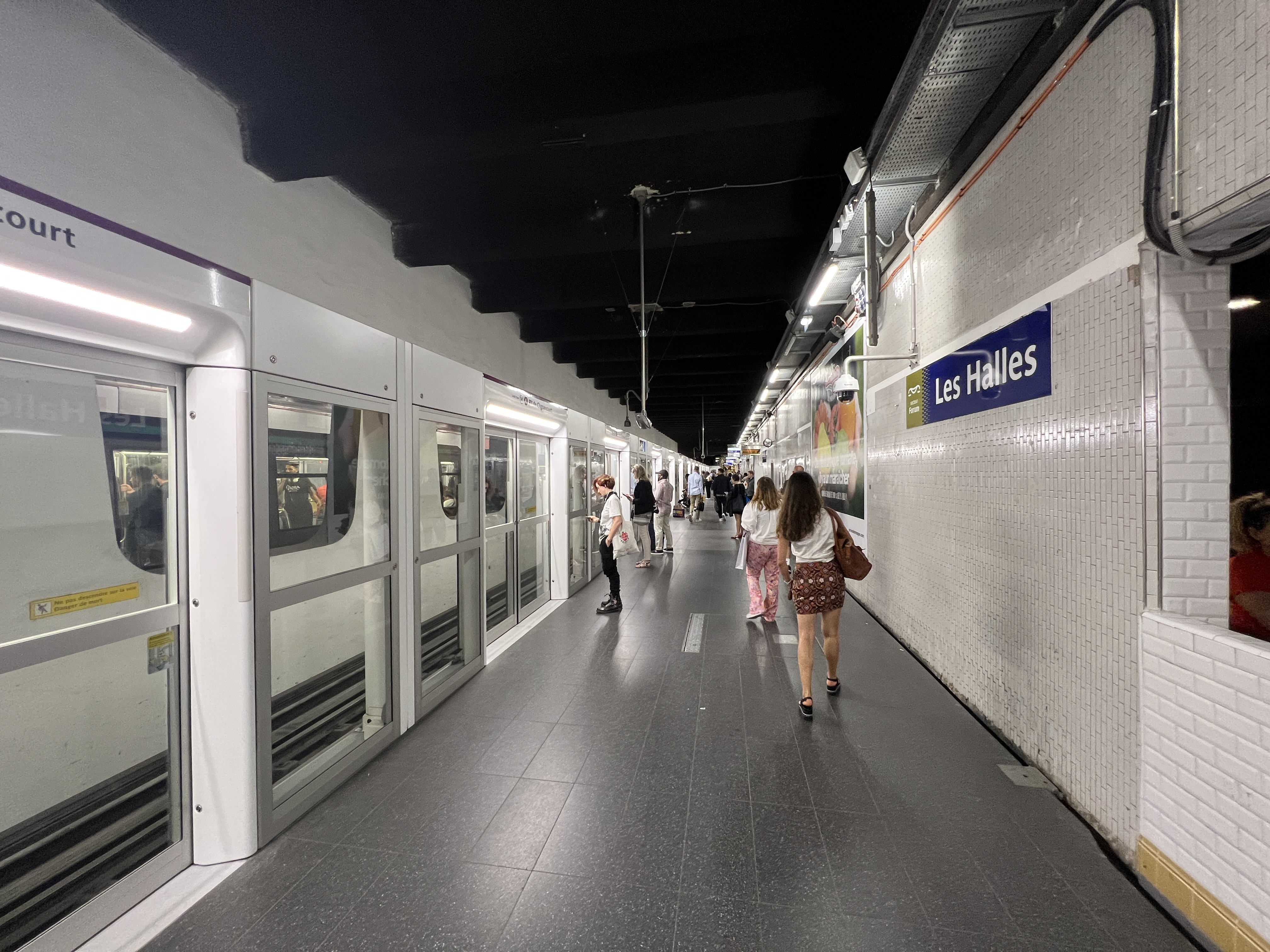
Les Halles
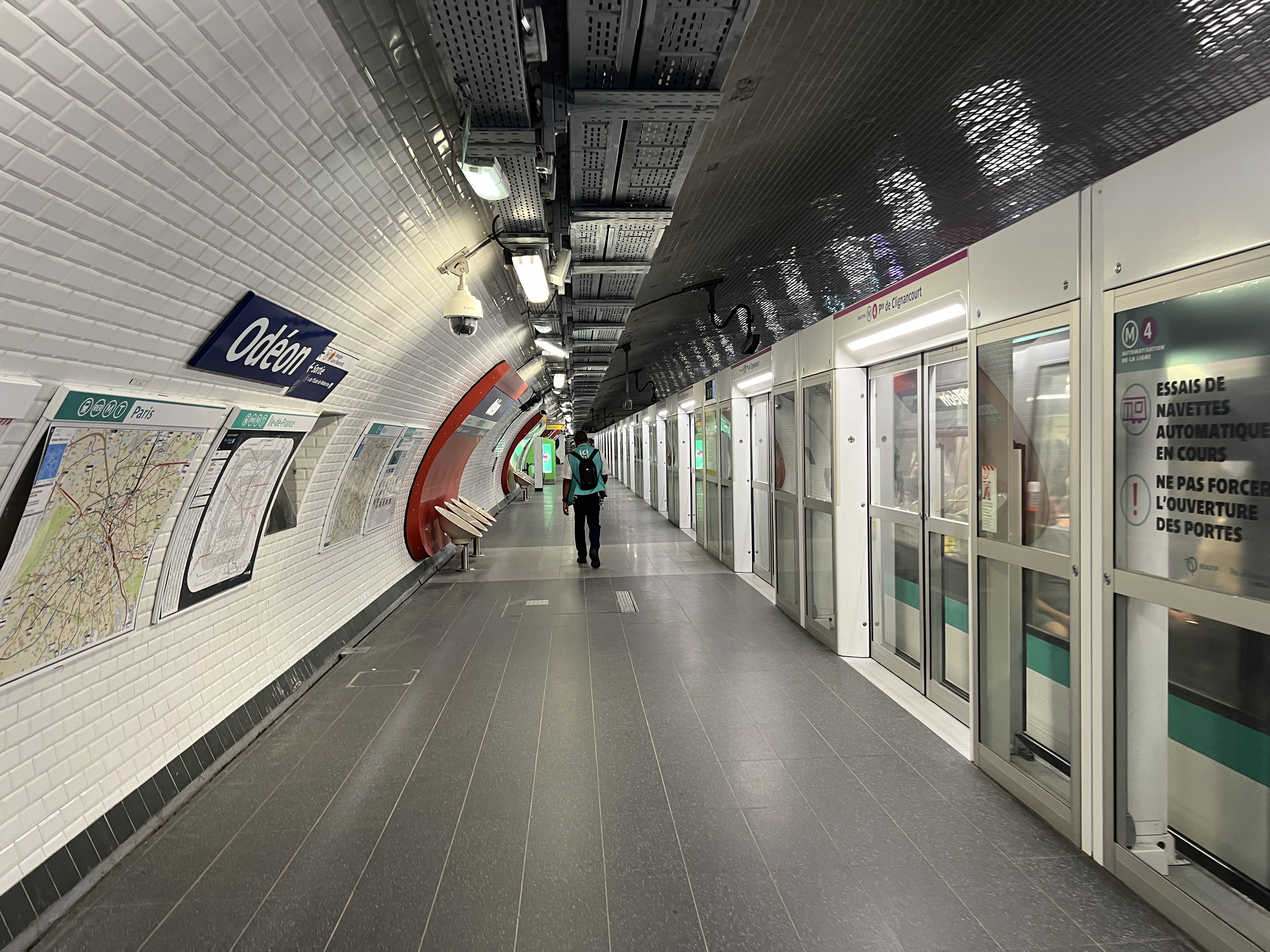
Odéon
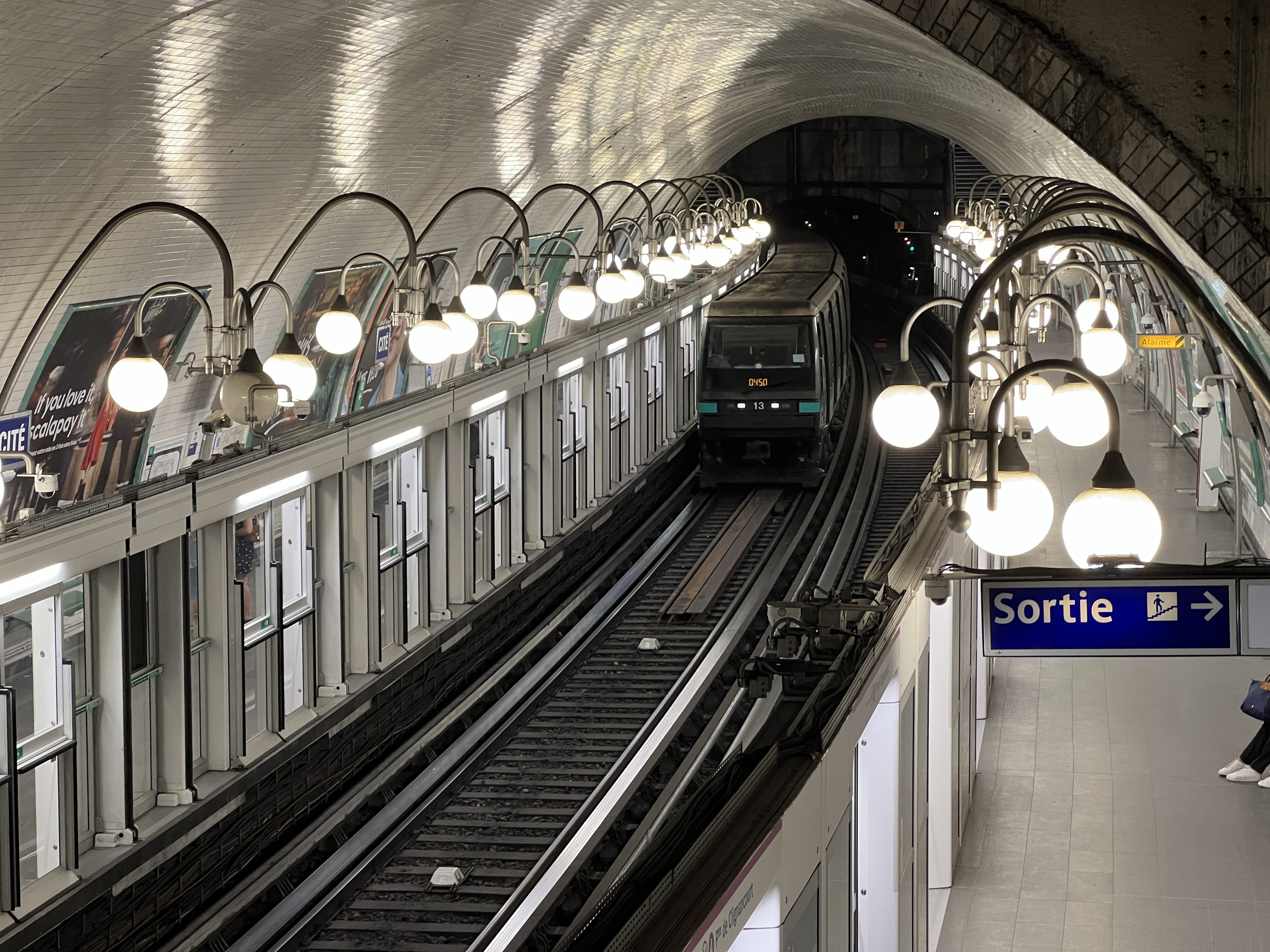
Cité
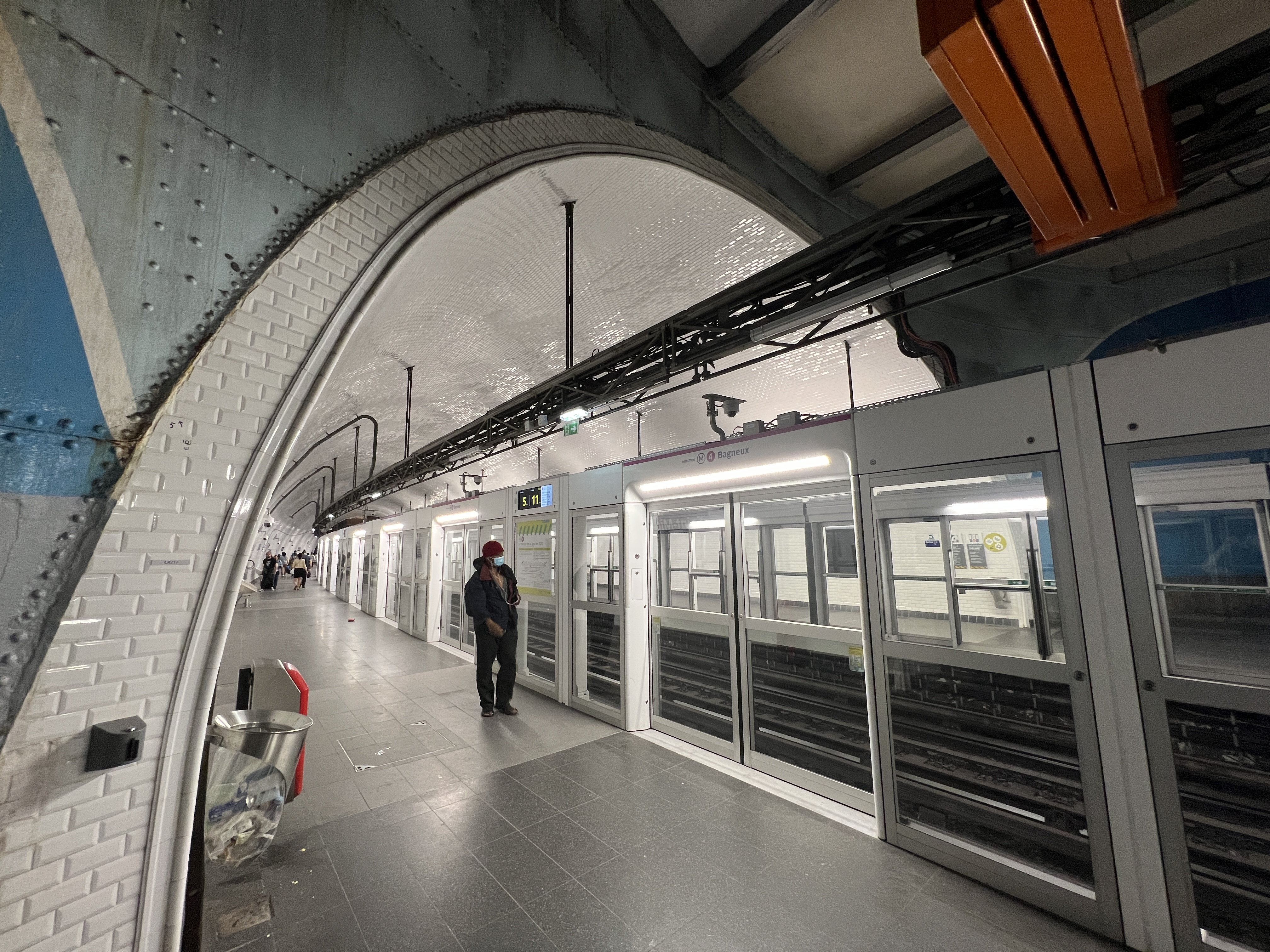
Saint-Michel
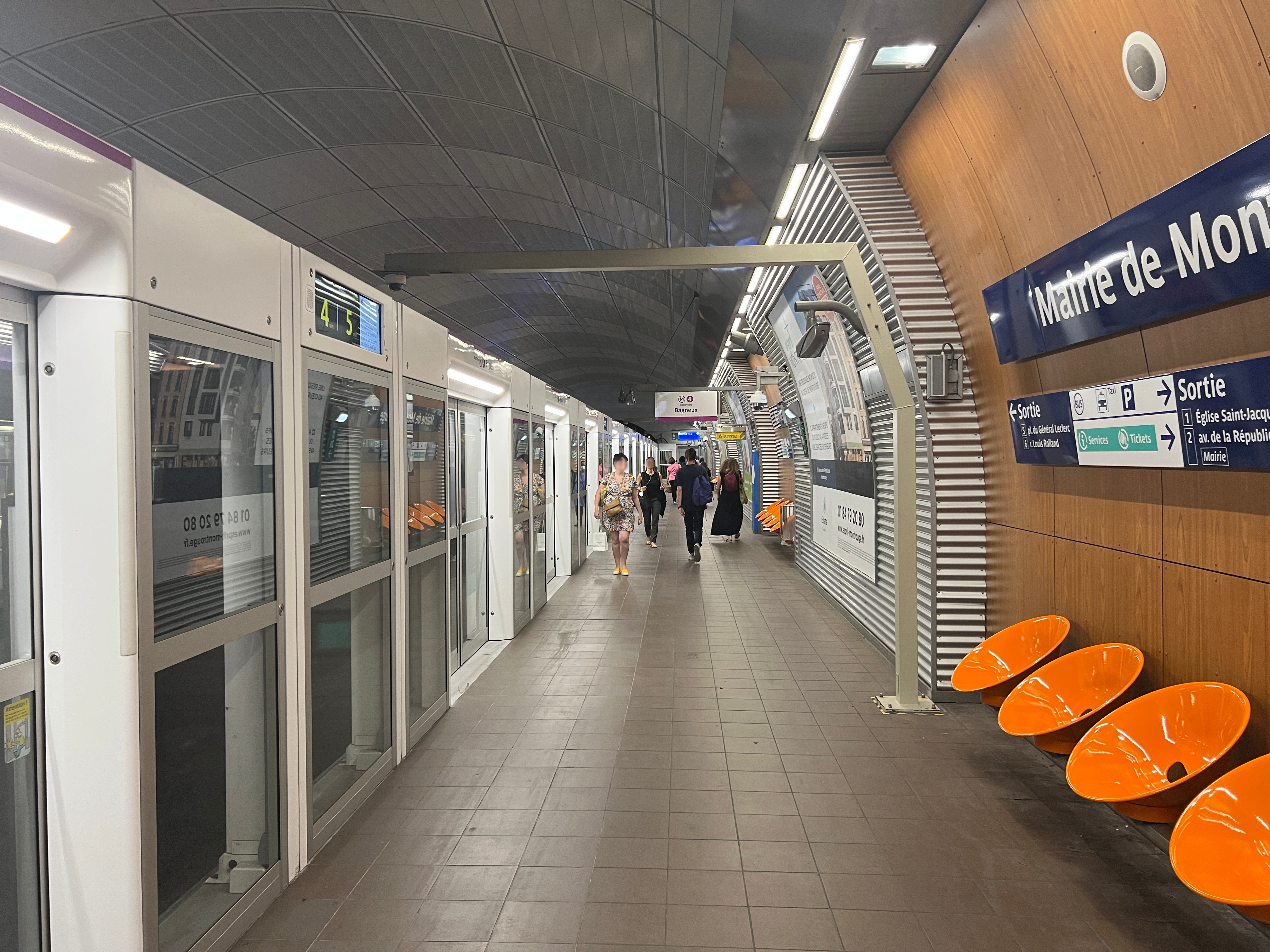
Mairie de Montrouge

## Historia
- April 1908: Invigning av den nordliga delen Porte de Clignancourt - Châtelet
- Oktober 1908: Invigning av den sydliga delen Raspail - Porte d'Orléans
- Januari 1910: Sammankoppling av de två delarna med tunnel under Seine, Châtelet - Raspail.
- Mars 2013: Porte d'Orléans - Mairie de Montrouge öppnar
- Jan 2022: Invigning av nya sträckan Mairie de Montrouge - Bagneux–Lucie Aubrac